# タ号
タ号特殊攻撃機
国際製タ号
- 用途：特殊攻撃機
- 設計者：水山嘉之
- 製造者：・日本国際航空工業
　　　　・立川飛行機
- 運用者： 大日本帝国陸軍（予定）
- 生産数：国際製1機、立飛製2機[注 1]
- 生産開始：1945年6月25日
　　　　　（国際が試作機を製造）
- 運用状況：採用前に退役

タ号試作特殊攻撃機（タごうしさくとくしゅこうげきき）は、太平洋戦争末期に大日本帝国陸軍によって開発された特殊攻撃機。

## 概要
名前の由来は竹槍に因み、頭文字の「タ」の字をとって名付けられた。用兵は本土決戦におけるゲリラ的運用を想定したもので、特殊攻撃機となっているが、実質的に爆弾を装備し近海沿岸の敵艦船に体当たりして自爆攻撃する為の特攻機であった（似たような用兵の航空機に剣がある）。
開発は陸軍航空技術研究所の水山嘉之大尉により、1945年（昭和20年）2月に始まった。始めは非公式だったが後に公式の計画となった。陸軍航空技術研究所の指導の下、日本国際航空工業（国際）、立川飛行機（立飛）の両社に開発指示が出された。エンジンを積んで飛べさえすればよいという考えであったため、疎開工場でも生産可能で、工員に高度な技術を必要とせず、生産しやすいように、直線と平面で構成された、使い捨てのきわめて簡易な設計であった。

## 設計
タ号には2種類あり、ひとつは「日本国際航空工業」製で、同社が生産していた四式基本練習機を、短縮・単座化・低翼単葉化したようなデザインであった。全長5 mほどの単座で、発動機は四式基本練習機やキ107と同じ「ハ47」であった。発動機の後ろには燃料タンク、その上には筒状のオイルクーラーがあった。コックピットは開放式で、風防はアクリルガラス製であった。武装は100 kg爆弾を1つ。主翼はテーパー翼の低翼単葉であり、掩体壕に隠蔽できるように外翼を人力で上方に折りたたむ事ができた。主脚は固定式で、尾輪は無く尾そりを採用していた。機体は疎開工場でも生産しやすい為と金属の使用を抑える為に全木製で、胴体は木製骨組みに合板張りもしくは羽布張り、主翼や水平・垂直尾翼は、表面にフレーム跡が浮き出ているので、木製骨組みに羽布張りと思われる。プロペラは木製固定ピッチ2翅であった。同様の資源節約目的の全木製機に、東京航空が生産していた低翼単葉複座練習機であるキ107があった。試作初号機は1945年6月25日に完成し、試験飛行と評価が行われたが、量産されることなく終戦を迎えている。
なお、タ号にはキ番号は付与されていないが、国際製の機体には「キ128」の番号が与えられていたとする説も存在する。
もうひとつは「立川飛行機」製で、国際製とは全くの別設計であるが、やはり直線と平面からなる、鋼製骨組み構造（外皮は合板羽布張り）で、500馬力級発動機を搭載していた。発動機は当時、九九式高等練習機や二式高等練習機に採用されていた為に、大量に生産され入手が容易な空冷単列星型9気筒の「ハ13甲」であった。武装は500 kg爆弾を1つ。高出力の発動機と大重量の爆弾を装備するため、機体は国際製より大きかった。立飛製タ号は、同社が生産していた九五式一型練習機を、単座化・低翼単葉化（胴体幅を仮に70 cmとして、矩形翼であれば、主翼片側の翼幅4.05 m程、翼弦長1.75 m程。国際製のようなテーパー翼である可能性もある）したようなデザインであった。実際、大きさは、全幅を除いて、九五式とほとんど同じである。国際製と比較して、重量で3倍、翼面積で3倍、爆弾積載量で5倍である。自重800 ㎏程（構造材や外皮の材質は九五式と変わらないので、翼面積が減った分、九五式よりも軽くなると考えられる）、全備重量1,300 kg程（燃料積載量により変動）、爆装時1,800 kg程（燃料積載量により変動）と考えられるので、主翼の強度確保のために、九五式の木製骨組み合板羽布張りから、タ号では鋼製骨組み合板羽布張りに変更された可能性も考えられる。機首は前方のエンジンに向かって絞り込まれており、そこから機首より直径の大きいエンジンが発動機架で繋がり、単列星型発動機は剥き出しで、リング状のカウリングで覆われたと考えられる。プロペラは木製固定ピッチ2翅と考えられる。おそらく、プロペラやタイヤや艤装品などは、九五式の部品を流用したと考えられる。原型機である九五式のスタガーの上翼を廃止したことで重心が後退したので、胴体への主脚の取り付け位置も九五式より後退している。コックピットは密閉式で、風防とキャノピーはアクリルガラス製であった。立川飛行機製タ号は2機が試作されたが、試作初号機は完成直後に空襲で破壊され、試作2号機を製作中に終戦した為、こちらも量産されることはなかった。
また、国際では、タ号と同様の特殊攻撃機として、「つ号」および「義号」という名称の機体も同時期に試作されていたとされるが、詳細は不明となっている。

## 性能諸元
- 日本国際航空工業製タ号
  - 全長： 不明（推定5 m、プロペラ除く）
  - 全幅： 不明（推定6.3 m）
  - 全高： 不明
  - 翼面積： 5.10 m2
  - 空虚重量： 345 kg
  - 全備重量： 585 kg
  - エンジン： 日立 ハ47（海軍名称：初風一一型）空冷倒立直列4気筒エンジン、公称105 hp
  - 最高速度： 195 km/h
  - 巡航速度： 168 km/h
  - 航続距離： 180 km
  - 実用上昇限度： 4,500 m
  - 乗員： 1 名
  - 武装： 100 kg爆弾

- 立川飛行機製タ号
  - 全長： 7.40 m
  - 全幅： 8.80 m
  - 全高： 2.80 m
  - 翼面積： 14.15 m2
  - エンジン： 日立 ハ13甲（海軍名称：天風）空冷星形9気筒エンジン、公称450 hp、離昇510 hp
  - 速度： 300～350 km/h（推定）
  - 乗員： 1 名
  - 武装： 500 kg爆弾

- 九五式一型練習機乙型（比較用）
  - 全長： 7.53 m
  - 全幅： 10.32 m
  - 全高： 3.00 m
  - 翼面積： 24.5 m2
  - 自重： 900 kg
  - 全備重量： 1,400 kg
  - エンジン： 日立 ハ13 空冷星型9気筒エンジン、公称350 hp
  - 最大速度： 240 km/h
  - 巡航速度： 180 km/h
  - 航続時間： 3.5 時間
  - 実用上昇限度： 6,000 m
  - 乗員： 2 名
  - 武装： 無し